# Monecphora insignifica
Monecphora insignifica är en insektsart som beskrevs av Metcalf 1961. Monecphora insignifica ingår i släktet Monecphora och familjen spottstritar. Inga underarter finns listade i Catalogue of Life.